# Helen-Bos
Helen-Bos is een deelgemeente van de Belgische stad Zoutleeuw. Helen-Bos was een zelfstandige gemeente tot aan de gemeentelijke herindeling van 1971.

## Toponymie
Waarschijnlijk is Helen met een n-suffix ontstaan uit een waternaam (kal-, kel-: schitterend, uitbuigend → kalina of kelina → helina → helen).
Bos, uit het germaanse busku-, betekende struikgewas. Het kende een betekenisontwikkeling tot de huidige betekenis van "bos".

## Geschiedenis
In de 17e eeuw werd het grondgebied wat op heden Helen-Bos uitmaakt als een deel van Zoutleeuw beschouwd. In 1794 werden de gehuchten Helen en Bos samengevoegd tot een zelfstandige gemeente. Akkers en weiden vormden in 1834 96% van het grondgebied van Helen-Bos, dat geen bossen bezat. In 1796 gaf de bevolkingslijst 83 personen en 33 kinderen beneden de 12 jaar aan, of een totaal van 116. In 1844 was dit aantal gegroeid tot 179.

## Geografie

### Ligging
Helen-Bos heeft een gemeenschappelijke grens met Budingen in het noorden en grenst aan Zoutleeuw aan de oostzijde. Melkwezer vormt de westgrens van Helen. In het noordwesten raakt Helen-Bos aan Drieslinter, eertijds Neerlinter geheten.
Helen-Bos bestaat uit de kleine dorpjes Helen en Bos die op 2,5 km van elkaar liggen.

### Hydrografie
De waterlopen van Budingen en Helen-Bos behoren, op de Walsbeek na, tot het bekken van de Gete. Er zijn in totaal 28 waterlopen.

## Demografische ontwikkeling
- Bronnen:NIS, Opm:1831 tot en met 1970=volkstellingen; 1976 = inwoneraantal op 31 december

## Bezienswaardigheden

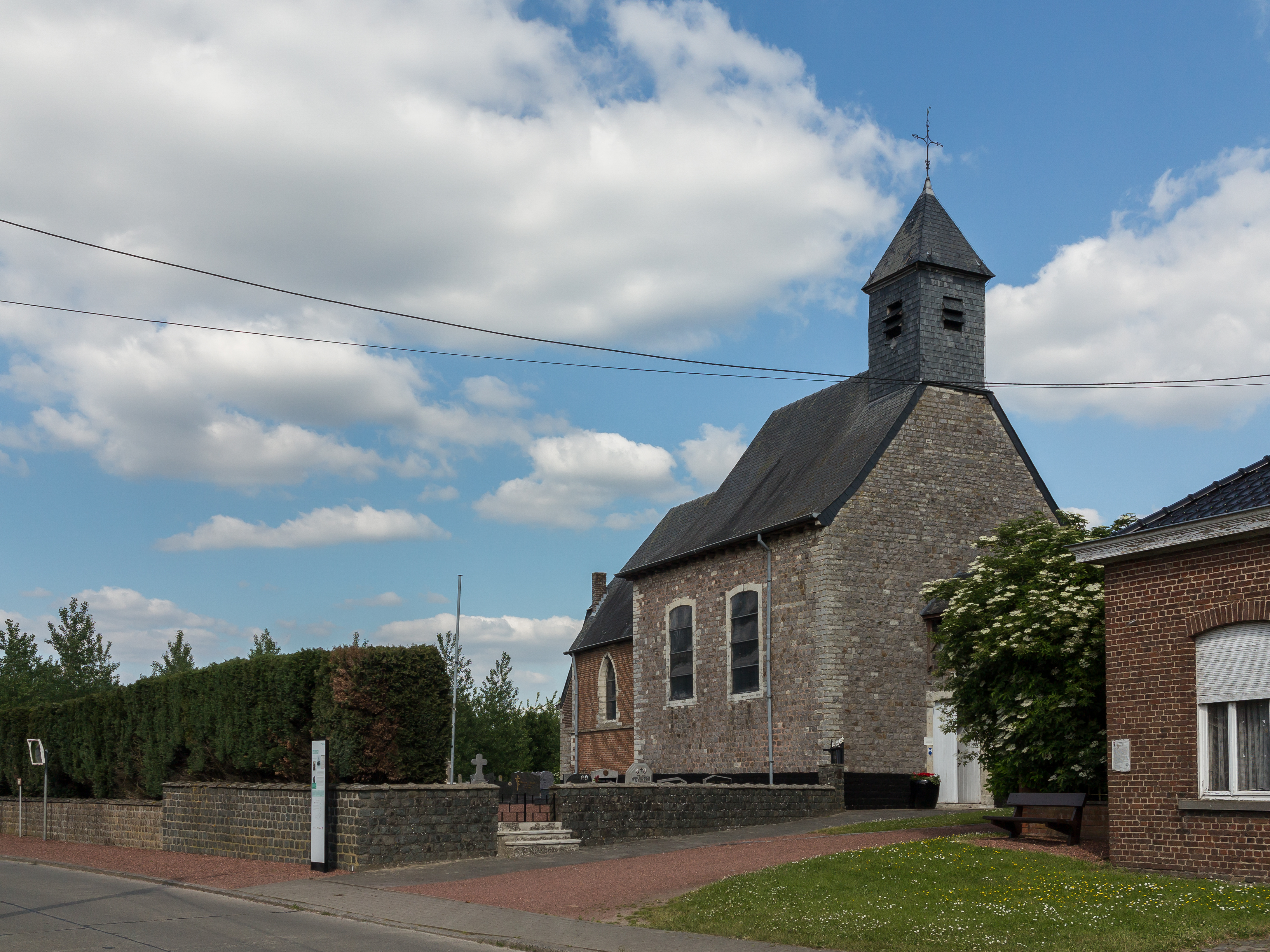
Sint-Laurentiuskerk

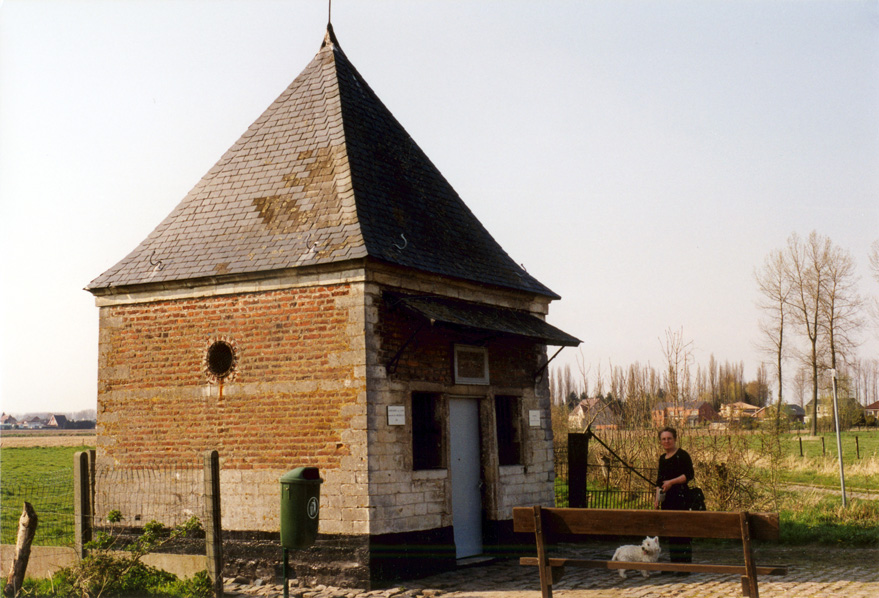
Bethaniakapel

Deelgemeenten: Budingen · Dormaal · Halle-Booienhoven · Helen-Bos · Zoutleeuw

Overige dorpen en gehuchten: Booienhoven · Bos · Halle · Ossenweg

Belgische gemeenten · Arrondissement Leuven · Vlaams-Brabant · Vlaanderen